# VisualArt's
VisualArt's (株式会社ビジュアルアーツ?, Kabushikigaisha Bijuaru Ātsu), in precedenza Visual Artist Office (ビジュアルアーティストオフィス?, Bijuaru Ātisuto Ofisu), è un editore giapponese specializzato nella pubblicazione e distribuzione di visual novel per un gran numero di sviluppatori. VisualArt's ha sviluppato i motori di gioco che i suoi brand attualmente usano, incluso quello attuale, chiamato Siglus, e motori più datati quali RealLive e AVG32. VisualArt's gestisce anche la vendita e la distribuzione dei giochi. I giochi pubblicati sono per la maggior parte dedicati al pubblico maschile, anche se l'azienda pubblica anche giochi dedicati alle donne. L'azienda è famosa per aver pubblicato i giochi dello studio Key, come le famose visual novel Kanon, Air e Clannad.
L'azienda ha definito un nuovo tipo di visual novel chiamato kinetic novel, in cui, diversamente dalle visual novel dove il giocatore è periodicamente portato a fare delle scelte, non ci sono scelte da compiere e il giocatore osserva il progresso del gioco come se fosse un film. Uno dei giochi della Key, intitolato Planetarian: chiisana hoshi no yume, è stato il primo gioco prodotto sotto tale definizione. Oltre ai giochi, VisualArt's rilascia CD musicali con le musiche dei videogiochi. Degno di nota tra gli artisti sotto contratto con l'etichetta è I've Sound, un gruppo di produzione di musica techno/trance, che è stato il primo nell'industria dei giochi per adulti a esibirsi al Nippon Budokan nell'ottobre 2005.
VisualArt's è coinvolta anche nella conversione dei giochi precedentemente pubblicati per telefono cellulare. Prototype gestisce questo settore di VisualArt's noto come VisualArt's Motto (ビジュアルアーツ★Motto?, Bijuaru Ātsu★Motto). VisualArt's ha lanciato un web magazine chiamato Visualstyle il 26 ottobre 2007. Nel luglio 2008, VisualArt's ha aperto un canale YouTube, Visual Channel, in cui pubblica video relativi ai giochi e alle compagnie affiliate. Nell'ottobre 2008, VisualArt's ha avviato il proprio editore di light novel con l'etichetta VA Bunko, che pubblica light novel derivati dai giochi prodotti dai brand affiliati.

## Aziende partner
| - 13cm - Amedeo - Anfini - B_Works - Bonbee! - Catwalk - Concept - Dress - E.G.O. - Elysion | - Flady - Frill - Garden - G-clef - Ham Ham Soft - Hadashi Shōjo - Hayashigumi - Image Craft - Issue - Jidaiya - Key - KineticNovel | - Kur-Mar-Ter - KuroCo - Lapis Lazuli - LimeLight - Mana - Miss Chifu - Moe. - Ningyou Yuugisya - Ocelot - OPTiM - Pass Guard - Pekoe | - Playm - Radi - Realdeal - Rex - Rio - Saga Planets - Sirius - Spray - Studio Mebius - Tone Work's - Zero - Zion |

| - Cure Records - fripSide - I've Sound - Key Sounds Label - OTSU - Queens Label |

| - Akiko - Akumi - Craftwork - Culotte - D-XX - Giant Panda - Harvest | - Kamen Shōkai - Manbō Soft - Miyabi - Otherwise - Ram - Tamachadō - Words |